# Šumicha
Šumicha (in russo Шуми́ха?; anche traslitterato come Šumiha) è una città della Russia, situata nell'oblast' di Kurgan nella Siberia sudoccidentale. È il capoluogo del rajon Šumichinskij.